# 孔凡影
孔凡影（1996年4月27日—）来自黑龙江哈尔滨，是一名中国女子高山滑雪运动员。2013年3月，她获国家体育总局授予运动健将称号。2018年，她获得平昌冬奥参赛资格。冬奥期间，她参加女子大曲道和女子曲道两个项目，其中她在大曲道项目上获得第55名，而在曲道项目上则未能完成比赛。